# Occident au XIe siècle
 (février 2016).
Si vous disposez d'ouvrages ou d'articles de référence ou si vous connaissez des sites web de qualité traitant du thème abordé ici, merci de compléter l'article en donnant les références utiles à sa vérifiabilité et en les liant à la section « Notes et références ».
Le XIe siècle en Europe occidentale marque le début du Moyen Âge central. 

L'Europe vers l'an 1000.

## Situation politique
La situation politique en Occident est géneralement monarchique tous les pays (ou du moins la plus grande partie) sont vassaux ou ennemis

## Féodalité

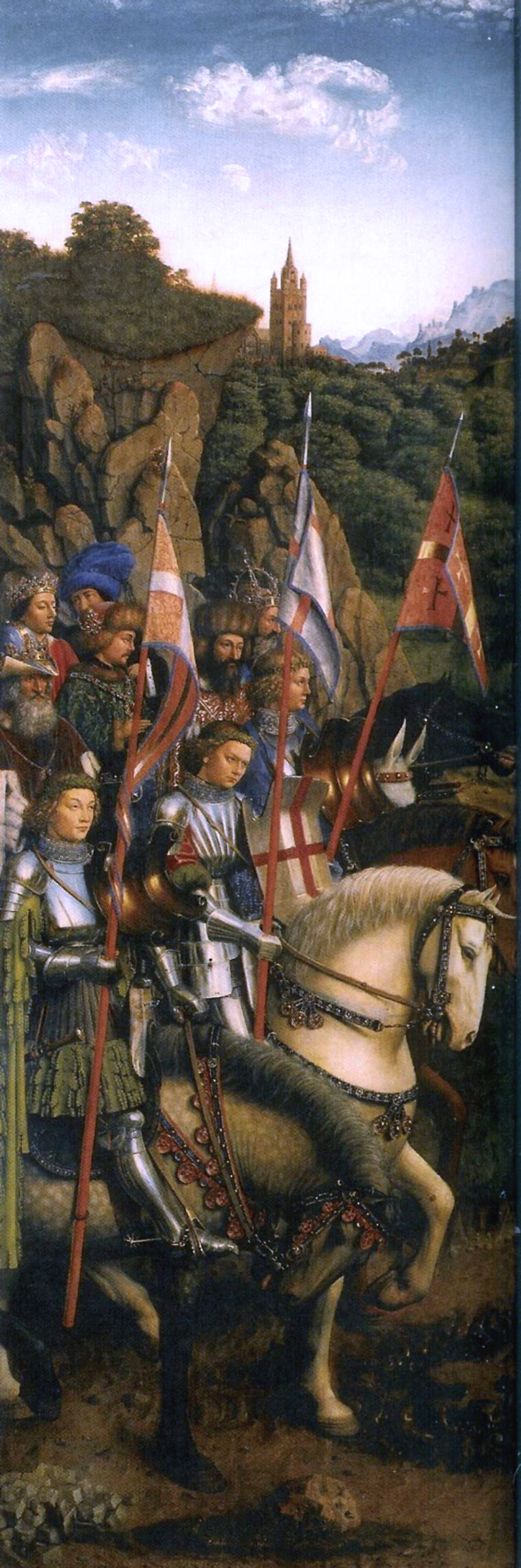
Chevaliers du Christ par Jan van Eyck.

Aux XIe et XIIe siècles, l'organisation féodale du duché de Normandie peut se résumer ainsi :
- Le duc de Normandie est un prince territorial du royaume des Francs et doit prêter hommage au roi, son seigneur. Pour faire la guerre, le duc peut lever l'arrière-ban, c'est-à-dire faire appel à tous les hommes de son duché.
- Le duc de Normandie est entouré de barons desquels il a reçu l'hommage. Les barons disposent d'une dizaine de fiefs ou davantage qu'ils tiennent du duc. Ils ont aussi généralement le titre de comte. Ils forment la cour ducale.
- Les seigneurs disposent de fiefs de haubert (ou fiefs de chevaliers) et doivent rendre l'hommage au baron dont ils sont les vassaux.
- Enfin, les vassaux de ces seigneurs, les vavasseurs, en bas de la hiérarchie, tiennent des fractions de fiefs de haubert.

Le vassal doit à son seigneur l'ost, le service armé gratuit de quarante jours. Mais dès le XIIe siècle, ce service est remplacé par une somme d'argent.
La chevalerie constitue une catégorie sociale à part entière. Cette dernière se situe socialement au-dessous de la noblesse. Un chevalier n'est pas issu de la noblesse d'un point de vue héréditaire, et n'a pas le pouvoir de convoquer des vassaux à son service ni de commander, de contraindre, de convoquer l'ost (droit de ban). Cependant, un chevalier doit pouvoir se procurer ses armes, l'armement caractéristique du chevalier étant coûteux, composé d'un cheval, de la lance et de l'épée pour le XIe siècle.
Les tournois deviennent courants dans tout l'Occident (en actuelle France, Italie, Allemagne, Pays-Bas et Luxembourg, notamment).

## Évolution religieuse
La croisade de Barbastro, prêchée en 1064 pour la reconquista, a un retentissement énorme dans la chrétienté. C'est la première fois qu'une armée franchit les Pyrénées dans le but de combattre les Maures en Espagne. Cette expédition est de ce fait considérée comme un prélude aux Croisades, qui débutent une trentaine d'années plus tard.
Après la prise de Jérusalem en 638, les Fatimides n'avaient imposé qu'une redevance aux pèlerins chrétiens se rendant à Jérusalem.
- 1078 : Prise par les Turcs Seldjoukides de Jérusalem pour le compte des califes abbassides aux dépens des califes fatimides. Les nouvelles autorités n'autorisent plus les pèlerinages chrétiens à Jérusalem.
- 1095 : au concile de Clermont, le pape Urbain II appelle la chrétienté à la Croisade pour rétablir le droit de passage vers les lieux saints.
- 1099 : Les Croisés prennent pied a Jérusalem. Le comte d'Edesse Baudoin se proclame roi de Jérusalem l'année suivante.

L’Église du XIe siècle et des siècles suivants devient celle du clergé séculier, et voit progresser une cléricalisation qui sera une caractéristique des siècles suivants. Le Pape est prince italien qui a une politique et entretient une armée, et cherche à faire reconnaître la supériorité du pape sur l'empereur.
Bernard de Menthon incarne au contraire la fidélité à la situation passée.
Au synode de 1059, Nicolas II impose aux clercs la pratique de la vita apostolica, remettant en cause les structures de l’Église. Urbain II précisera la chose : moines et chanoines mènent tous deux cette vita apostolica, les moines doivent rester dans leurs monastères et les chanoines dans leurs chapitres.
Cette réforme conduira à la multiplication des collégiales au XIIe siècle.

## Paix et Trêve de Dieu
La Paix de Dieu prend toute son ampleur au tournant du XIe siècle. C'est là, en effet, que les assemblées se transforment véritablement en conciles, les décisions étant consignées dans des canons de plus en plus élaborés.
Cependant, la Paix de Dieu n'est pas homogène ni universelle. Au contraire, il s'agit pendant longtemps d'un mouvement intermittent et localisé, l'Église ne l'initiant que là où elle en a besoin et peut l'imposer.
Une fois pris en main par Cluny (à partir de 1016), le mouvement touche d'autres régions : il atteint la Bourgogne où un concile se tient à Verdun-sur-le-Doubs (1021), et où la « paix des Bourguignons » est signée. Odilon de Cluny commence alors à jouer un rôle majeur. Il propose dans un premier temps aux chevaliers bourguignons une diminution de la faide (guerre privée) et la protection des chevaliers qui feront le Carême. Dans un second temps à partir de 1020, Odilon instaure une nouvelle paix clunisienne en Auvergne par le biais de sires de sa parenté.
À partir du concile de Limoges de 998, les princes eux aussi s'investissent dans le mouvement et en utilisent la dynamique. Ce sont d'ailleurs ces princes qui transmettent le mouvement au Nord malgré l'opposition virulente de plusieurs prélats importants tels que Gérard de Cambrai ou Adalbéron de Laon proches des carolingiens et très hostiles aux Clunisiens qui soutiennent l'instauration d'une dynastie capétienne. La seconde vague de paix, de plus en plus imprégnée par les moines, connaît son paroxysme avec l'initiation à la trêve de Dieu (concile de Toulouges, 1027).
Le mouvement reprend de la vigueur en 1027, en Catalogne où Oliva de Besalù l'évêque de Vic très lié à Cluny lance la trêve de Dieu  avec le Synode d'Elne (dit concile de Toulouges, 1027), puis en 1033 un synode à Vic, son propre diocèse. Il introduit une notion temporelle : les exactions et combats sont interdits le dimanche.
Dans les années 1030-1040, le mouvement est relayé par les clunisiens. Il s'agit maintenant de prescrire une suspension des hostilités entre « bellatores » (guerriers) durant certaines périodes de l'année, à l'instar des temps prohibés du calendrier chrétien.
En interdisant toute activité militaire pendant les périodes liturgiques, l'Église souhaitait rendre impossible toute grande entreprise militaire. La guerre n'est plus autorisée que 80 jours répartis tout le long de l'année en 1054. La trêve de Dieu introduit la réprobation de l'homicide entre chrétiens. C'est ce mouvement, plus que la paix de Dieu qui dans les faits instaure la paix médiévale.
C'est aussi durant cette période que le mouvement (de Paix-Trêve) s'institutionnalise, pris en main exclusivement par les clercs, évêques et moines réformateurs. Lors des conciles de la seconde moitié du XIe siècle, sont promulguées à la fois des dispositions de paix et de trêve, les deux institutions étant désormais liées.
Comme la Paix, la Trêve se propage du Midi vers le Nord grâce à l'appui des réseaux d'Église réformateurs, avec cependant des variantes selon les régions.
La paix et la trêve de Dieu ne sont pas les seuls outils utilisés par l'église pour moraliser la conduite de la chevalerie : elle introduit aussi des notions religieuses dans les serments de vassalité ou bénit les armes des chevaliers.
Par la Paix de Dieu, l'Église ne cherche pas à interdire la guerre et à promouvoir la paix : elle moralise la paix et la guerre en fonction de leurs objectifs et de ses intérêts. C'est en cela que la Paix de Dieu constitue une étape préparatoire importante de la formation de l'idée de croisade.
Les ducs et comtes retrouvent assez de pouvoir pour reprendre en main le mouvement de paix : en 1047, en Normandie, la Paix de Dieu devient la paix du duc (concile de Caen) ; en 1064 en Catalogne, elle devient la paix du comte. Dans le même temps, la paix s'internationalise, s'étendant aux pays voisins de la France : Catalogne, Angleterre, pays germaniques.

## Structure sociale

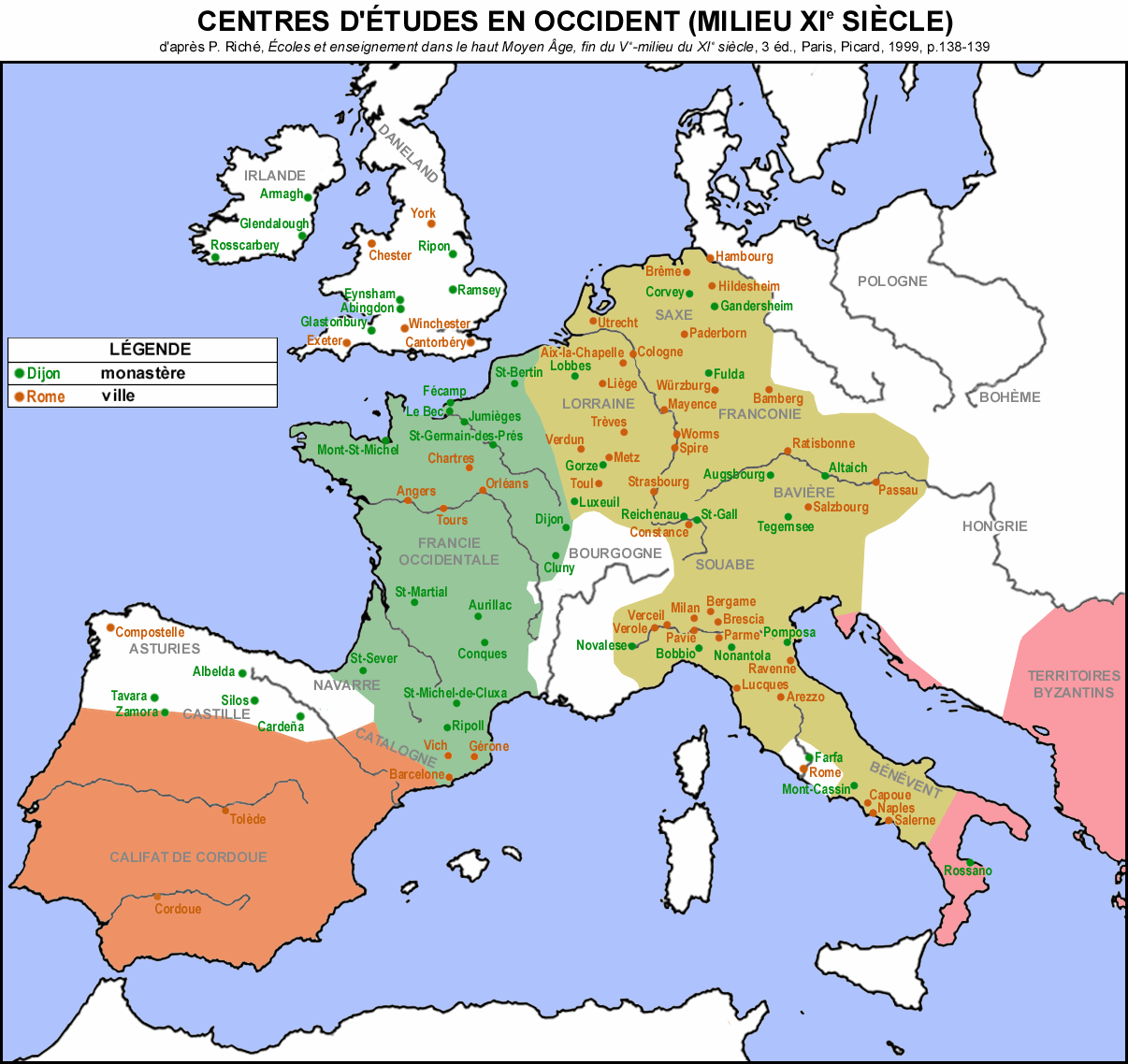
Centres d'étude au XIe siècle.

## Agriculture

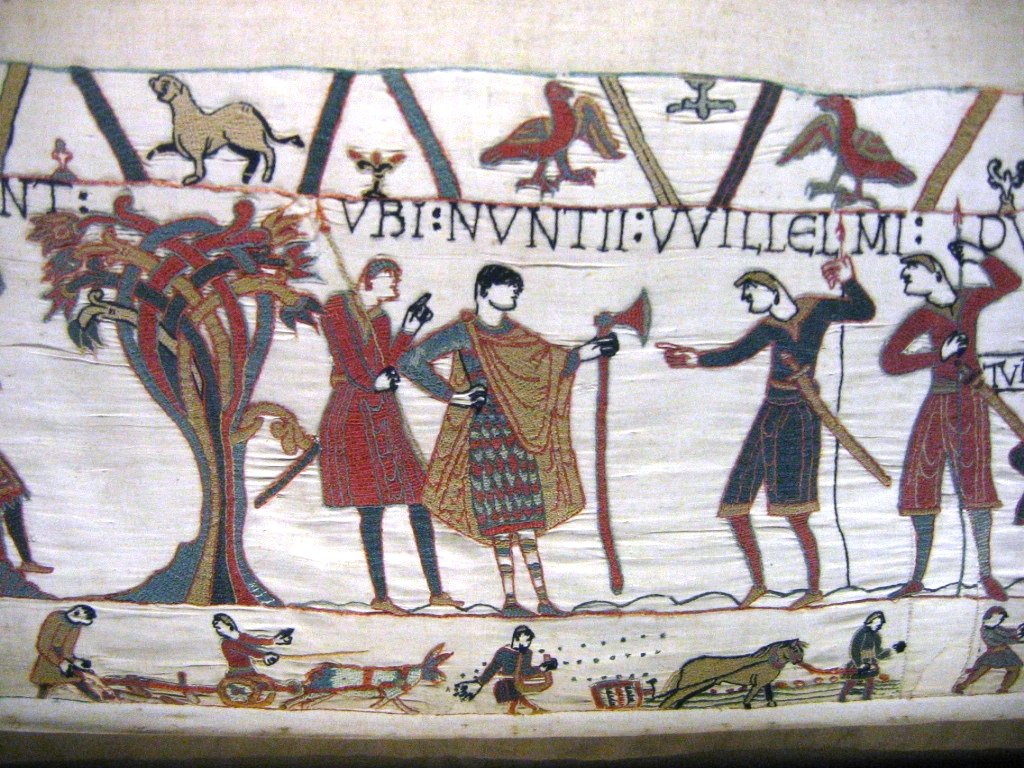
Tapisserie de Bayeux : scènes d'agriculture. Noter la charrue tirée par un âne et la herse tirée par un cheval Le collier d'attelage n'existe pas encore.

La charrue permet les grands défrichements du XIe au XIIIe siècle.
La généralisation du joug permet d'y atteler des bœufs
Le moulin à eau puis le moulin à vent remplacent la meule à main pour moudre le grain.